# Tijuana (comune)

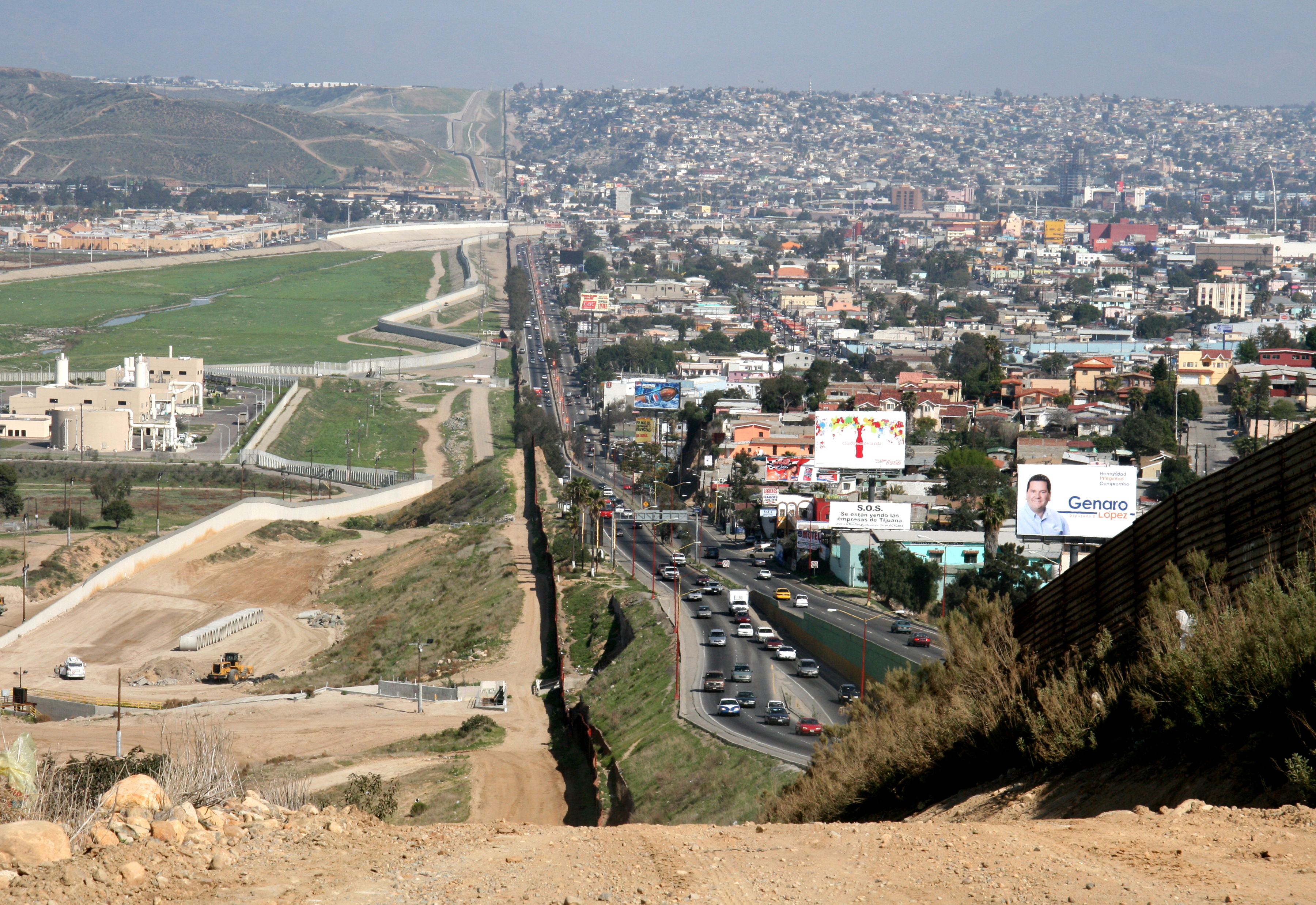
Confine San Diego (Stati Uniti)/Tijuana (Messico).

Tijuana è uno dei cinque comuni dello stato messicano della Bassa California. Le sue coordinate sono 32°21'N 117°W. Confina a nord con San Diego (California), a est con il comune di Tecate, a sud con il comune di Playas de Rosarito e a ovest con l'oceano Pacifico. Giuridicamente fanno parte di questo comune anche le Isole Coronado.
Il comune conta 1 289 982 abitanti secondo il censimento del 2005 e si estende su una superficie di 879,2 km².

## Geografia antropica

### Suddivisioni amministrative
Il comune di Tijuana comprende 6 delegazioni comunali:
1. San Antonio de los Buenos
2. Playas de Rosarito
3. la Mesa de Tijuana
4. la Presa Abelardo L. Rodríguez
5. Playas de Tijuana
6. la Mesa de Otay.

## Località principali
Il comune di Tijuana, conta diverse località tra cui spicca la città di Tijuana:
- la città di Tijuana, con 1 148 681 abitanti
- La Joya con 16 226 abitanti
- Terrazas del Valle con 12 946 abitanti
- San Luis con 6 714 abitanti
- Maclovio Rojas con 6 148 abitanti
- Pórtico de San Antonio con 3 461 abitanti

## Riferimenti
INEGI: Instituto Nacional de Estadística, Geografía e Informática